# Vincenzo Colamartino
Vincenzo Colamartino (* 6. Juli 1961 in Rom) ist ein ehemaliger italienischer Radrennfahrer und nationaler Meister im Radsport.

## Sportliche Laufbahn
Colamartino war vor allem im Bahnradsport aktiv. Sein bedeutendster sportlicher Erfolg war der Gewinn der Silbermedaille im Steherrennen der Amateure bei den Bahnradsport-Weltmeisterschaften 1987 in Wien hinter Mario Gentili.
Bei den Bahnradsport-Weltmeisterschaften 1988 gewann er das Rennen vor Roland Königshofer, er wurde aber nach einem positiven Dopingtest disqualifiziert.